# USS Edward H. Allen (DE-531)
USS Edward H. Allen (DE-531) là một tàu hộ tống khu trục lớp John C. Butler từng phục vụ cùng Hải quân Hoa Kỳ trong Chiến tranh Thế giới thứ hai. Nó là chiếc tàu chiến duy nhất của Hải quân Hoa Kỳ được đặt cái tên này, theo tên Đại úy Hải quân Edward Henry Allen (1908–1942), phi công chỉ huy phó Liên đội Tuần tiễu VS-2 trên tàu sân bay Lexington (CV-2), người từng hai lần được tặng thưởng Huân chương Chữ thập Hải quân và đã tử trận trong Trận chiến biển Coral vào ngày 7 tháng 5, 1942. Nó đã phục vụ trong suốt Thế chiến II, được cho ngừng hoạt động sau khi xung đột chấm dứt vào năm 1946, rồi được huy động trở lại để tiếp tục phục vụ trong giai đoạn Chiến tranh Lạnh từ năm 1951 đến năm 1958. Con tàu cuối cùng bị bán để tháo dỡ vào năm 1974.

## Thiết kế và chế tạo
Lớp John C. Butler được thiết kế nhằm đáp ứng nhu cầu một số lượng lớn nhưng rẻ tiền của một kiểu tàu hộ tống chống tàu ngầm để hộ tống các đoàn tàu vận tải vượt đại dương. Chúng có chiều dài chung 306 foot (93,3 m), mạn tàu rộng 36 foot 10 inch (11,2 m) và mớn nước 13 foot 4 inch (4,1 m), trọng lượng choán nước tiêu chuẩn 1.350 tấn Anh (1.372 t), và lên đến 1.745 tấn Anh (1.773 t) khi đầy tải, với một thủy thủ đoàn bao gồm 14 sĩ quan và 201 thủy thủ. Con tàu được vận hành bởi hai turbine hơi nước hộp số Westinghouse; hơi nước được cung cấp bởi hai nồi hơi "D" Express, tạo ra công suất 12.000 mã lực càng (8.900 kW) và cho phép đạt được tốc độ tối đa 24 hải lý trên giờ (44 km/h; 28 mph). Nó có tầm hoạt động 6.000 hải lý (11.000 km; 6.900 mi) ở tốc độ đường trường 12 hải lý trên giờ (22 km/h; 14 mph).
Dàn vũ khí chính bao gồm hai tháp pháo 5-inch/38 caliber đa dụng nòng đơn, được dẫn đường bởi hệ thống điều khiển hỏa lực Mark 51; vũ khí phòng không gồm hai khẩu đội Bofors 40 mm L/60 nòng đôi và mười khẩu Oerlikon 20 mm nòng đơn cũng được dẫn đường bởi hệ thống Mark 51. Ngoài ba ống phóng ngư lôi 21 inch (533 mm), vũ khí chống ngầm bao gồm hai đường ray thả mìn sâu, tám máy phóng mìn sâu K-gun cùng một dàn súng cối chống ngầm Hedgehog. Con tàu được trang bị sonar kiểu QC, radar dò tìm mặt biển SL và radar dò tìm không trung SA.
Edward H. Allen được đặt lườn tại Xưởng hải quân Boston ở Boston, Massachusetts vào ngày 31 tháng 8, 1943. Nó được hạ thủy vào ngày 7 tháng 10, 1943, được đỡ đầu bởi bà David H. Clark, và được cho nhập biên chế cùng Hải quân Hoa Kỳ vào ngày 16 tháng 12, 1943 dưới quyền chỉ huy của Hạm trưởng, Thiếu tá Hải quân Merrill Merritt Sanford.

## Lịch sử hoạt động

### Thế Chiến II
Sau khi hoàn tất việc chạy thử máy huấn luyện tại khu vực Bermuda và sửa chữa sau chạy thử máy, Edward H. Allen khởi hành từ Boston, Massachusetts vào ngày 6 tháng 3, 1944 để đi sang Miami, Florida, nơi nó hoạt động như một tàu huấn luyện cho thủy thủ đoàn các tàu hộ tống khu trục trong tương lai. Nó làm nhiệm vụ tương tự tại khu vực Norfolk, Virginia từ tháng 6 đến tháng 11, rồi quay trở lại hoạt động tại Miami cho đến ngày 10 tháng 6, 1945.
Edward H. Allen đang được chuẩn bị tại Casco Bay, Maine để điều động sang khu vực Mặt trận Thái Bình Dương, khi Nhật Bản chấp nhận đầu hàng vào ngày 15 tháng 8, giúp chấm dứt vĩnh viễn cuộc xung đột. Nó tiếp tục tiến hành những hoạt động thử nghiệm tại Casco Bay, tham gia những lễ hội nhân ngày Hải quân tại Boston, rồi lên đường đi Green Cove Springs, Florida, nơi nó được cho xuất biên chế vào ngày 10 tháng 5, 1946 và được đưa về Hạm đội Dự bị Đại Tây Dương.

### 1951 - 1958
Sau khi cuộc Chiến tranh Triều Tiên bùng nổ vào tháng 6, 1950, Edward H. Allen được cho tái biên chế trở lại vào ngày 26 tháng 2, 1951. Nó đi đến cảng nhà mới New York, và từ đây chủ yếu hoạt động huấn luyện cho nhân sự thuộc Hải quân Dự bị Hoa Kỳ tại các vùng biển Florida, Bermuda và Caribe. Những chuyến đi thực hành huấn luyện dành cho học viên sĩ quan trong mùa Hè đã đưa nó sang vùng biển Châu Âu từ ngày 13 tháng 6 đến ngày 10 tháng 7, 1953 và từ ngày 17 tháng 6 đến ngày 15 tháng 7, 1955, viếng thăm các cảng Pháp, Bồ Đào Nha, Anh, Tây Ban Nha và Azores.
Đang hoạt động ngòi khơi vào tháng 7, 1956, Edward H. Allen đã đi đến để trợ giúp sau khi xảy ra tai nạn va chạm giữa hai chiếc tàu biển chở hành khách SS Andrea Doria của Ý và chiếc SS Stockholm (sau đổi tên thành MV Astoria) của Thụy Điển. Nó đã cứu được hạm trưởng cùng 76 thành viên thủy thủ đoàn của Andrea Doria trước khi con tàu Ý đắm. Do hoạt động cứu vớt những người sống sót của Andrea Doria, thủy thủ đoàn của Edward H. Allen được chính phủ Ý tuyên dương, và hạm trưởng của nó được tặng thưởng Huân chương Chiến công Ý (Legion of Merit).
Edward H. Allen tiếp tục vai trò huấn luyện cho đến khi xuất biên chế lần sau cùng vào ngày 9 tháng 1, 1958. Tên nó được cho rút khỏi danh sách Đăng bạ Hải quân vào ngày 1 tháng 7, 1972, và con tàu bị bán để tháo dỡ vào ngày 5 tháng 2, 1974.

## Phần thưởng
Nguồn: Navsource Naval History
|  |  |  |

| Huân chương Chiến dịch Hoa Kỳ | Huân chương Chiến thắng Thế Chiến II | Huân chương Phục vụ Phòng vệ Quốc gia |